# 7 mars 1956
Le mercredi 7 mars 1956 est le 67e jour de l'année 1956.

## Naissances
- Alain Molle, taekwondoïste français
- Aldo Cardoso, homme d'affaires et consultant français
- Andrea Levy (morte le 14 février 2019), écrivain britannique
- Bryan Cranston, acteur américain
- Christian Cauvy, joueur de rugby français
- Jean Paul Forest, artiste plasticien français
- Mahamoudou Ouédraogo, journaliste burkinabé
- Patrick Schindler, journaliste français
- Enrique Ramos González, joueur de football espagnol

## Décès
- Johannes Gandil (né le 21 mai 1873), joueur de football danois
- John Emerson (né le 29 mai 1874), réalisateur, scénariste, acteur et producteur américain
- Léo Richer Laflèche (né le 16 avril 1888), personnalité politique canadienne

## Événements
- Sortie du film documentaire américain La Grande Prairie
- Création de la ville de Schaumburg
- Carl Perkins sort le disque Blue Suede Shoes